# Balići (Serbia)
Balići (cyr. Балићи) – wieś w Serbii, w okręgu zlatiborskim, w gminie Prijepolje. W 2011 roku liczyła 585 mieszkańców.